# Bonaparte
Bonaparte (oorspronkelijk di Buonaparte) is van oorsprong een adellijke familie uit Genua (Jonkers). Het geslacht leverde naast de bekende Napoleon I keizer Napoleon III, alsmede koningen van Spanje, Napels, Holland en Westfalen.
De naam Buonaparte komt sinds de 12e eeuw voor, voornamelijk te Florence, San Miniato, Sarzana en Genua. In de 16e eeuw vestigde Francesco Buonaparte zich op Corsica, dat destijds tot de republiek Genua behoorde. Zijn afstammelingen zouden zich aldaar voornamelijk met advocatuur en magistratuur bezighouden.
Een hoge vlucht nam het geslacht onder Napoleon Bonaparte, die in 1804 keizer van Frankrijk werd en familieleden op diverse andere tronen installeerde. Napoleon I bepaalde dat hij en zijn zonen het "Huis Napoleon" zouden vormen. Zijn broers en hun nakomelingen zouden het "Huis Bonaparte" zijn. Na de slag bij Waterloo werden alle leden van de Bonaparte dynastie (zijn broers en zusters en hun kinderen) gedwongen om Frankrijk te verlaten.

## Familiehoofden en pretendenten

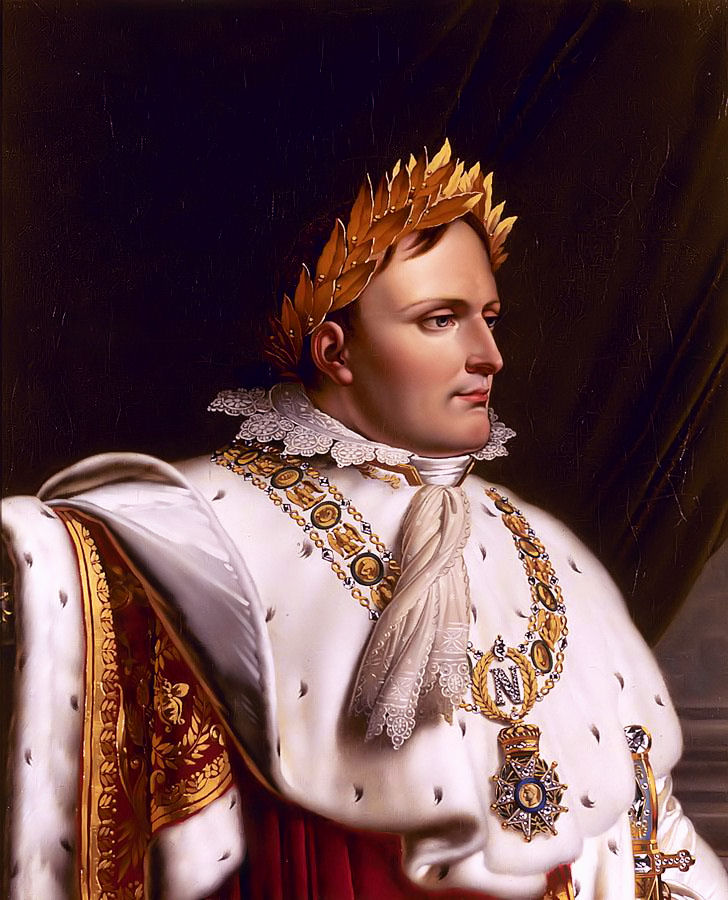
Napoleon I

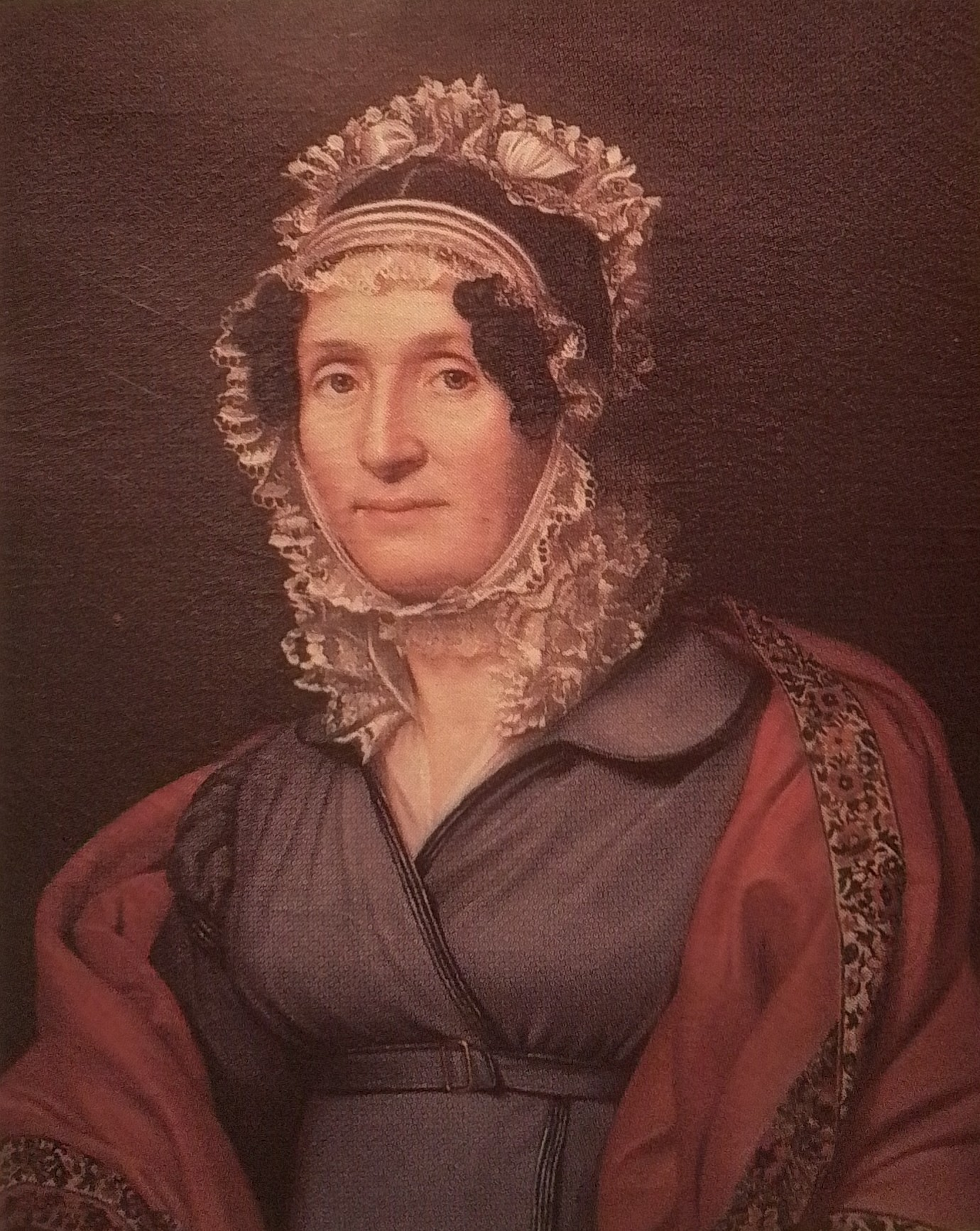
Madame Mère, 1811

| periode    | persoon                                      | opmerking |
| ---------- | -------------------------------------------- | --- |
| 1804-1815  | Napoleon I                                   | van 1804 tot 1814 en in 1815 keizer der Fransen |
| 1815-1832  | Napoleon II Frans Karel Jozef                | enige wettige zoon van Napoleon I, in 1815 enkele dagen keizer der Fransen                                                                             |
| 1832-1844  | Jozef Napoleon                               | oudere broer van Napoleon I, voorheen koning van Napels en Spanje                                                                                      |
| 1844-1846  | Lodewijk Napoleon                            | jongere broer van Napoleon I, voorheen koning van het koninkrijk Holland                                                                               |
| 1846-1873  | Karel Lodewijk Napoleon III                  | zoon van Lodewijk, van 1849 tot 1852 president en vervolgens tot 1870 keizer der Fransen                                                               |
| 1873-1879  | Napoleon Eugène Lodewijk Jan Jozef           | enige wettige zoon van Napoleon III |
| 1879-1891  | Napoleon Jérôme Jozef Karel Paul             | zoon van Jérôme Bonaparte, jongere broer van Napoleon I, bij testament van Napoleon Eugène Lodewijk uitgesloten van opvolging ten gunste van zijn zoon |
| 1879-1926  | Napoleon Victor Jérôme Frédéric              | zoon van Napoleon Jozef Karel Paul, pretendent gelijktijdig met zijn vader                                                                             |
| 1926-1997  | Lodewijk Jérôme Victor Emanuel Leopold Marie | zoon van Napoleon Victor Jérôme Frédéric |
| 1997-heden | Karel Marie Victor Jérôme                    | zoon van Lodewijk Jérôme Victor Emanuel Leopold Marie                                                                                                  |

## Stamboom
Carlo Maria Buonaparte (29 maart 1746 - 24 februari 1785) - gehuwd met Maria Laetitia Ramolino (24 augustus 1750 – 2 februari 1836)
1. Jozef Bonaparte (7 januari 1768 - 28 juli 1844) - 1806 koning van Napels, 1808 koning van Spanje
  1. Zénaïde Bonaparte (8 juli 1801 - 8 augustus 1854) - 1822 gehuwd met Karel Lucien Bonaparte
  2. Charlotte Bonaparte (31 oktober 1802 - 3 maart 1839) - 1825 gehuwd met Napoleon Lodewijk Bonaparte
2. Napoleon Bonaparte (15 augustus 1769 - 5 mei 1821) - 1804 keizer der Fransen - 1796 gehuwd met Joséphine de Beauharnais; 1810 gehuwd met Marie Louise van Oostenrijk
  1. Napoleon Frans Bonaparte (20 maart 1811 - 22 juli 1832) - 1811 koning van Rome, Napoleon II
3. Lucien Bonaparte (21 maart 1775 - 29 juni 1840) - In 1799 voorzitter van de Raad van Vijfhonderd
  1. Karel Lucien Bonaparte (24 mei 1803 - 29 juli 1857) - In 1822 gehuwd met Zénaïde Bonaparte. Frans ornitholoog en politicus.
    1. Jozef Bonaparte (31 januari 1824 - 2 september 1865)
    2. Lucien Bonaparte (15 november 1828 - 19 november 1895) - 1868 kardinaal
    3. Julie Bonaparte (6 juni 1830 - 28 oktober 1900)
    4. Charlotte Bonaparte (4 maart 1832 - 10 september 1901)
    5. Marie Bonaparte (18 maart 1835 - 28 augustus 1890)
    6. Auguste Bonaparte (9 november 1836 - 29 maart 1900)
    7. Napoleon Karel Gregorius Jacob Filips Bonaparte (5 februari 1839 - 12 februari 1899)
    8. Mathilde Bonaparte (26 november 1840 - 4 juni 1861)

  2. Laetitia Bonaparte (1 december 1804 - 15 maart 1871)
  3. Jeanne Bonaparte (22 juli 1807 - 1828)
  4. Paul Marie Bonaparte (3 november 1808 - 5 december 1827)
  5. Lodewijk Lucien Bonaparte (4 januari 1813 - 3 november 1891)
  6. Pierre Napoleon Bonaparte (11 oktober 1815 - 7 april 1881)
    1. Roland Bonaparte (19 mei 1858 - 14 april 1924)
      1. Marie Bonaparte (2 juli 1882 - 21 september 1962)

  7. Antoine Bonaparte (31 oktober 1816 - 28 maart 1877)
  8. Alexandrine Marie Bonaparte (12 oktober 1818 - 20 augustus 1874)
  9. Constance Bonaparte (30 januari 1823 - 5 september 1876)
4. Elisa Bonaparte (3 januari 1777 - 6 augustus 1820), groothertogin van Toscane
5. Lodewijk Napoleon Bonaparte (2 september 1778 - 25 juli 1846) - 1802 gehuwd met Hortense de Beauharnais, 1806 koning van Holland
  1. Napoleon Karel Bonaparte (10 oktober 1802 - 5 maart 1807)
  2. Napoleon Lodewijk Bonaparte (11 oktober 1804 - 17 maart 1831) - 1809 groothertog van Kleef en Berg, 1825 gehuwd met Charlotte Napoleone Bonaparte
  3. Napoleon III (20 april 1808 - 9 januari 1873) - 1852 keizer der Fransen
    1. Napoleon Eugène Bonaparte (16 maart 1856 - 1 juni 1879) - 1874 Napoleon IV
6. Pauline Bonaparte (20 oktober 1780 - 9 juni 1825)
7. Carolina Bonaparte (25 maart 1782 - 18 mei 1839), 1800 gehuwd met Joachim Murat, 1808 koningin van Napels
8. Jérôme Bonaparte (15 november 1784 - 24 juni 1860) - 1807 koning van Westfalen - 1803 gehuwd met Elizabeth Patterson (1 kind) - 1807 gehuwd met Catharina van Württemberg
  1. Jérôme Bonaparte-Patterson (7 juli 1805 - 1 juni 1870)
    1. Jérôme Napoleon Bonaparte-Patterson (5 november 1830 - 4 september 1893)
    2. Charles Joseph Bonaparte (9 juni 1851 - 28 juni 1921) - oprichter van de FBI

  2. Jérôme Napoleon Karel Bonaparte (24 augustus 1814 - 12 mei 1847) - prins van Montfort
  3. Mathilde Laetitia Wilhelmine Bonaparte (27 mei 1820 - 2 januari 1904)
  4. Napoleon Jozef Karel Paul Bonaparte (9 september 1822 - 18 maart 1891) - bijgenaamd Plon-Plon
    1. Napoleon Victor Bonaparte(nam als eerste de naam 'Napoleon' in plaats van 'Bonaparte') (18 juli 1862 - 3 mei 1926) - gehuwd met Clementina van België (1872-1955)
      1. Marie Clotilde Eugénie Alberte Laetitia Généviève Napoleon (1912-1996) - gehuwd met Serge de Witt
      2. Lodewijk Jérôme Victor Emanuel Leopold Marie Napoleon (1914-1997) - gehuwd met Alix de Foresta (1926)
        1. Karel Napoleon (1950) - gehuwd met Beatrice van Bourbon-Sicilië (1950) - hertrouwd met Jeanne Françoise Valliccioni (1958)
          1. Caroline Napoleon (1980)
          2. Jean-Christophe Napoléon (1986)
          3. Sophie Napoleon (1992)

        2. Catherine Napoleon (1950)
        3. Laure Napoleon (1952)
        4. Jérôme Napoleon (1957)

    2. Napoleon Lodewijk Jozef Jérôme Bonaparte (16 juli 1864 - 14 oktober 1932)
    3. Laetitia Bonaparte (20 december 1866 - 24 oktober 1926)

- Gemeinsame Normdatei: 11851315X
- Historisch woordenboek van Zwitserland: 043895
- Library of Congress Control Number: sh85015488
- Nationale Bibliotheek van Tsjechië: jx20060403013
- Nationale Bibliotheek van Israël: 987007288789405171
- Virtual International Authority File: 26151776814918012323